# 시오타 치하루
시오타 치하루(塩田 千春)는 일본의 설치 미술가이다. 1996년부터 베를린에 거주하면서 활동하고 있다. 도쿄의 세이카 대학교와 독일의 여러 대학에서 수학하였다.

## 작품
시오타의 전작은 침대, 창문, 드레스, 신발, 서류 가방 등 일상적인 사물을 사용하는 다양한 예술 퍼포먼스와 설치를 포함하며, 과거와 현재, 삶과 죽음, 사물에 심어진 인간의 기억들의 관계를 탐구한다. 이를 위하여 시오타는 복잡하고 거미줄 같은 검은 색과 붉은 색의 실을 삽입한다.
샤워기로 계속 붉어지고, 오울로 더렵혀진 거대한 드레스를 포함하는 《메모리 오브 스킨》과 같은 작품을 창작하였다.